# 2085
Năm 2085. Trong lịch Gregory, nó sẽ là năm thứ 2085 của Công nguyên hay của Anno Domini; năm thứ 85 của thiên niên kỷ thứ 3 và của thế kỷ 21; và năm thứ sáu của thập niên 2080.